# Asistente personal

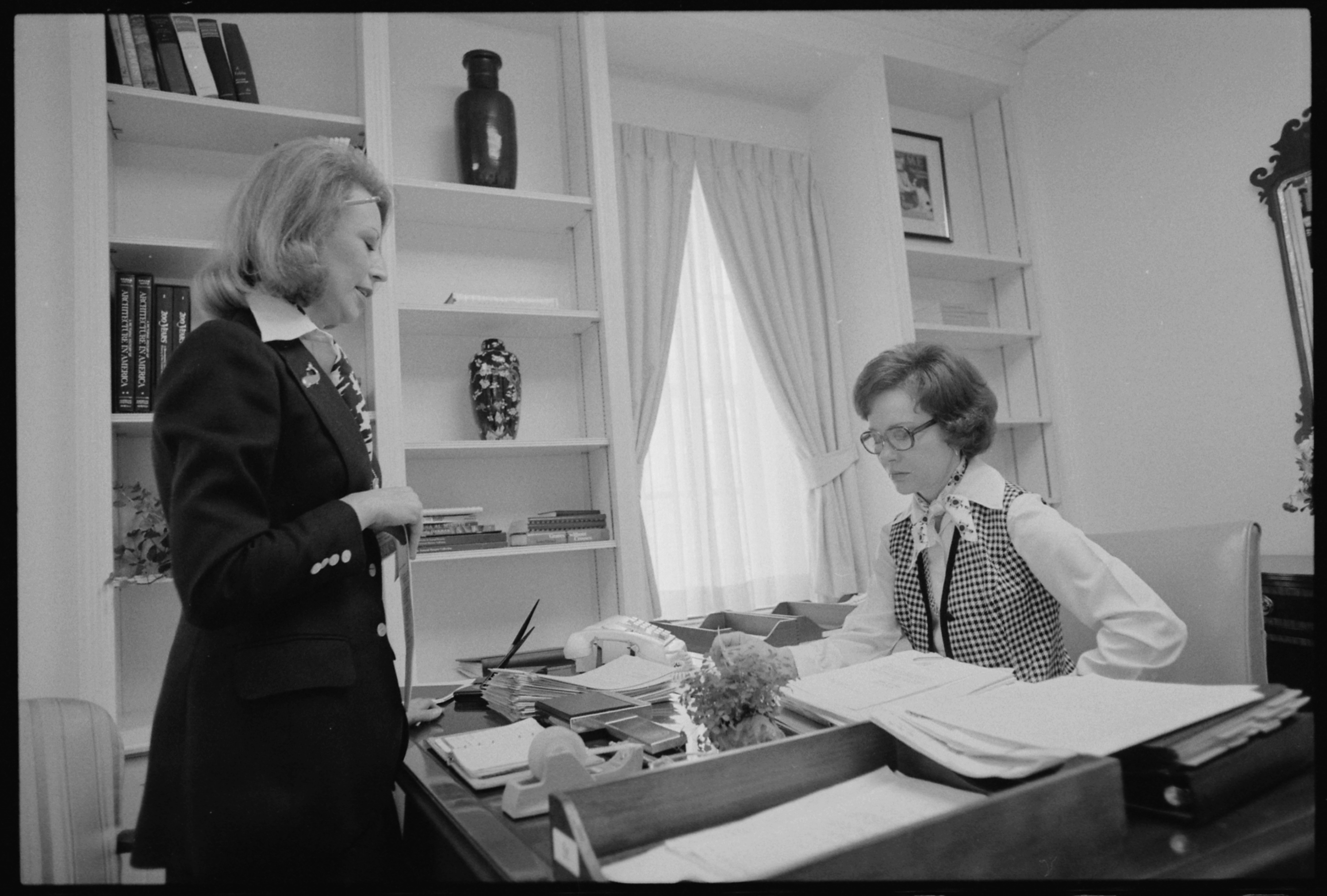
La primera dama de EE. UU. con su asistente personal (1977)

Un asistente personal es alguien que asiste en la realización de las tareas diarias personales o dentro de una organización.
Así como programar citas ejecutivas, personales de su superior, en muchas ocasiones se le atribuye la preparación de actividades meras personales, como hacer el té, o el café. 

## Funciones,  deberes y responsabilidades
Un asistente ayuda con la gestión del tiempo y del día, la programación de las reuniones, la correspondencia y la toma de notas. El papel de un asistente personal puede ser variado, como contestar llamadas telefónicas, tomar notas, programar reuniones, enviar correos electrónicos, textos, etc.
En contextos empresariales o personales, los asistentes son personas que proporcionan servicios que alivian a su empleador del estrés de las tareas asociadas con la gestión de la vida personal y/o empresarial. Ayudan con una variedad de tareas de gestión de la vida, incluyendo la realización de mandados, la organización de viajes (por ejemplo, servicios de agencias de viajes como la compra de billetes de avión, la reserva de habitaciones de hotel y alquiler de coches, y la organización de actividades, así como la gestión de servicios más localizados como la recomendación de una ruta diferente al trabajo en función de las condiciones de la carretera o del viaje), las finanzas (pago de facturas, compra y venta de acciones), y las compras (planificación de las comidas, recordando las ocasiones especiales como los cumpleaños).
Los asistentes (As) a menudo actúan como el primer punto de contacto del gerente con personas de dentro y fuera de la organización. Esto significa que sus tareas y habilidades a menudo se pueden dividir en dos campos: habilidades técnicas y habilidades personales.
Las tareas pueden incluir pero no se limitan a: 
- La concepción y el mantenimiento de los sistemas de oficina, incluidos la gestión y el archivo de datos.
- Organizar los viajes, visados y alojamiento y, ocasionalmente, viajar con el gerente para tomar notas o dictar en las reuniones o para proporcionar asistencia general durante las presentaciones;
- Examinar las llamadas telefónicas, las consultas y las solicitudes, y manejarlas cuando sea apropiado;
- Recibir y saludar a los visitantes de todos los niveles de antigüedad;
- Organizar y mantener agendas y concertar citas;
- La gestión del correo electrónico, los faxes y los envíos postales entrantes, que a menudo se realizan en nombre del gerente;
- Llevar a cabo una investigación de fondo y presentar los resultados;
- Producir documentos, documentos informativos, informes y presentaciones;
- Organizar y asistir a las reuniones y asegurarse de que el gerente esté bien preparado para las reuniones;
- El enlace con los clientes, proveedores y demás personal.

Además de apoyar a los gerentes, su equipo y departamentos, muchos asistentes personales también tienen su propia carga de trabajo y responsabilidades personales. El alcance de la función del AP puede ser amplio y pueden incluirse tareas adicionales:
- La realización de proyectos e investigaciones específicas;
- La responsabilidad de las cuentas y los presupuestos;
- Asumir algunas de las responsabilidades del gerente y trabajar más estrechamente con la gerencia;
- Sustituir al gerente, tomar decisiones y delegar el trabajo a otras personas en ausencia del gerente;
- Participar en los procesos de toma de decisiones.

## Relación con el sector de negocios
Las personas que no pueden permitirse contratar a sus propios asistentes personales para hacer mandados o contestar llamadas telefónicas a tiempo completo pueden contratar a un conserje personal o a un asistente a tiempo parcial. La mayoría de las empresas ofrecen asistencia personal de secretaría, así como servicios básicos de asistencia como investigación, programación, organización de viajes y mucho más. Los costes de un empleado a tiempo parcial pueden llegar a superar la cantidad que hubiera costado contratar a un empleado a tiempo completo. Otras compañías cobran una cuota mensual fija por los servicios de asistente personal, basada en el número de solicitudes que se espera que se realicen cada mes. Además de los servicios de asistente personal que se proporcionan con la membresía, otros incentivos tales como descuentos locales, servicios de conserjería, recomendaciones de restaurantes y conocimientos y experiencia en general pueden incluso superar las habilidades de un miembro regular del personal de asistente personal. Las nuevas compañías de asistentes personales cobran una tarifa plana mensual, lo que ahorra dinero.
Las empresas más pequeñas, especialmente las de nueva creación y de desarrollo inmobiliario, los pequeños canales de YouTube y los pequeños propietarios de sitios web, pueden desear los servicios de un asistente personal para gestionar a un ejecutivo individual o para ayudar en la oficina a medida que la nueva empresa emprende la creación de su nuevo negocio. Estos asistentes personales pueden desarrollar grandes habilidades en el nacimiento de una nueva empresa y tener oportunidades de progreso. Otros asistentes personales habrán adquirido valiosos conocimientos y experiencia si deciden pasar a otros puestos.

## Desarrollo profesional
A los asistentes personales en el campo de los negocios se les pueden ofrecer puestos en cualquier otro lugar de la empresa. A algunos se les pide que consideren puestos de trabajo a tiempo completo en otras partes de la empresa, dependiendo del nivel de ambición y de la educación requerida o deseada. Algunos empleadores no verán el potencial de un asistente personal inmediatamente y por lo tanto el asistente personal permanecerá en esa posición hasta que otros puestos queden vacantes.
- Datos: Q1096316